# Три друга
«Три друга» (англ. Three Friends) — американский короткометражный вестерн Дэвида Уорка Гриффита.

## Сюжет
Каждую ночь после завершения рабочего дня на фабрике три друга-холостяка встречаются и начинают разговаривать. Они обещали друг другу, что никогда не женятся. Но что-то пошло не так...

## В ролях
| Актёр               | Роль        |
| ------------------- | ----------- |
| Генри Б. Уолтхолл   | муж         |
| Бланш Свит          | жена        |
| Джон Френсис Диллон | первый друг |
| Лайонел Бэрримор    | второй друг |
| Джозеф МакДермотт   | третий друг |
| Мэй Марш            | друг жены   |
| Уолтер П. Льюис     |             |
| Клара Т. Брэйси     |             |
| Кэтлин Батлер       |             |
| Гарри Кэри          |             |